# Koninklijke Leder- en Drijfriemenfabriek M.B. Regouin

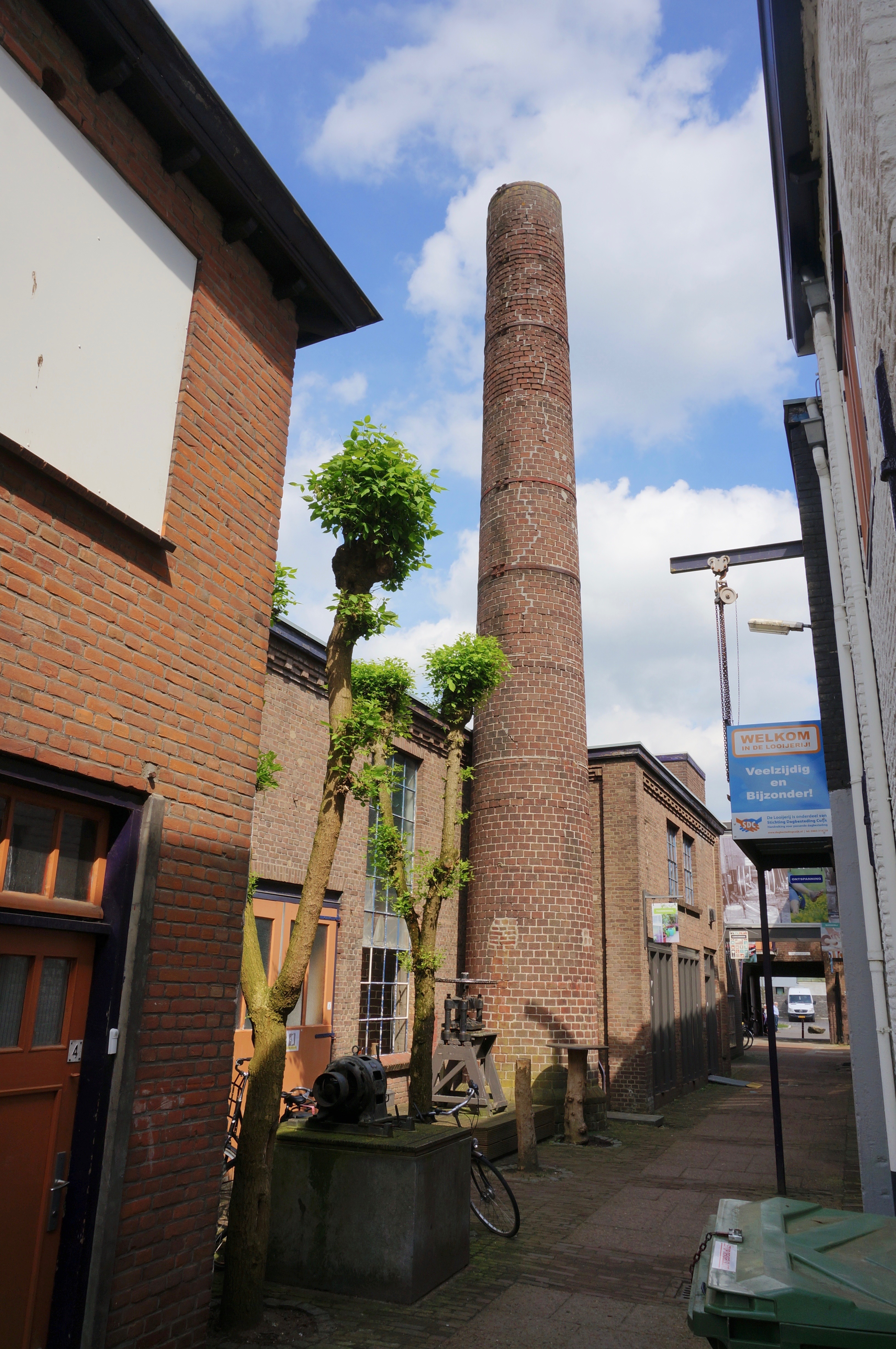
De monumentale schoorsteen uit 1912; de top ontbreekt

De Koninklijke Leder- en Drijfriemenfabriek M.B. Regouin was een Nederlands familiebedrijf in Cuijk. Het bedrijf bestond van 1838 tot 1965 en begon als leerlooierij voor de fabricage van tuigleer en drijfriemen. Halverwege de 20e eeuw richtte het zich ook op de productie van zeemleer. De looierij stond dicht bij de rivier de Maas.
Twintig jaar na sluiting (in 1965) opende een nazaat van de oprichter in een van de fabrieksgebouwen het 'Leerlooierijmuseum', bedoeld als herinnering aan de leerlooierijen in het Land van Cuijk. In 2008 werd het museum opgeheven en sinds 2009 zijn de machines te zien in de Stadstuin in Ravenstein. Anno 2018 zijn de voormalige fabrieksgebouwen vrijwel volledig in gebruik door en voor mensen met beperkingen. Naast dagbestedingsruimten zijn er zorgwoningen in het complex gerealiseerd. De oorspronkelijke leerlooierij en het aanpalende voormalige woonhuis van de oprichter aan de Grotestraat hebben sinds 2002 de status van rijksmonument. Ook de fabrieksschoorsteen uit 1912 is een rijksmonument.

## Oprichting
In 1838 begon Mathias Baptist Regouin in Cuijk een leerlooierij, onder de naam 'Leder- en drijfriemenfabriek M.B. Regouin'. Mathias, geboren in 1811, was een van de vijf kinderen van de uit het Franse Mézières-sur-Ponthouin afkomstige en in Cuijk wonende Jean Babtiste Regouin en de Nijmeegse Maria Elisabeth Bresson die oorspronkelijk afkomstig was uit Recklinghausen. Jean Babtiste woonde reeds in 1798 in Cuijk. Leerlooien was in die tijd een proces van 1½ tot 2 jaar. De oprichter van de looierij werkte aanvankelijk tussendoor bij derden in België en Frankrijk, hij deed daar ervaring op met het looiproces. Later in de 19e eeuw werd het looien meer fabrieksmatig aangepakt. De onderneming fabriceerde tuigleer en drijfriemen. Het tuigleer was gewild voor de tuigage van rij- en trekdieren in de landbouw en veeteelt. Drijfriemen werden onder meer gebruikt voor aandrijving door bijvoorbeeld windmolens en in textielfabrieken. Deze werden gemaakt in een aparte ruimte van de fabriek. Mathias Regouin trouwde in 1850 met Josina Manders. In 1851 werd hun zoon Lambert Johannes geboren. In 1854 overleed Josina. Regouin hertrouwde in 1860 met de weduwe Petronella Thoonen. In het midden van de jaren 1870 werd Mathias politiek actief als wethouder en als lid van de gemeenteraad van Cuijk. In 1880 liet hij de looierij verbouwen en uitbreiden. In 1884 stopte hij met zijn politieke activiteiten. Petronella overleed in 1888, Mathias in 1892.

## Ligging
De plek voor de looierij, op een hoog punt van de dorpskern, was goed gekozen. Het terrein lag aan de Maasoever, maar was veilig voor overstromingen zodat de looiputten niet zouden onderlopen. Uit de Maas kon schoon water worden betrokken. Er werd veel vee gehouden in de weilanden langs de Maas, daardoor waren er veel huiden beschikbaar. Er groeide verder eikenhakhout, waarvan de eikenschors (eek) nodig was voor het looien. De looierij werd gevestigd in een pand aan de Grotestraat, thans nummer 3; ernaast kwam het woonhuis van Regouin, thans Grotestraat 1. Anno 2021 wordt het terrein van de fabriek en het woonhuis begrensd door de Grotestraat aan de voorzijde (west) en de Kerkstraat aan de achterzijde; verder de Deken van Den Ackerhof aan de noordkant en bebouwing aan de zuidkant.

## Uitbouw
Lambert Regouin nam in 1882 het bedrijf over van zijn vader. Hij was in 1880 getrouwd met de Utrechtse Maria Petronella Elisabeth Linders. Hun zonen Mathias Egidius Baptist (Mathieu) en Petrus Paulus Lambertus Johannes (Jan) werden geboren in 1881 en 1882. Dochter Josina overleed op jonge leeftijd. In 1884 werd Lambert gekozen in de gemeenteraad, in de vacature die ontstond toen zijn vader daar ontslag nam. In 1885 was hij wethouder. In 1887 en 1889 trachtte hij tevergeefs opnieuw in de gemeenteraad gekozen te worden. In 1910 werd het familiehuis naast de looierij verbouwd. Het bedrijf legde begin twintigste eeuw in advertenties de nadruk op de gaafheid van de in te kopen huiden. De inkoopprijs voor koeienhuiden loopt in deze jaren op van 25 cent per pond in 1907 naar 40 cent in 1913, een stijging van 60 procent. Daarnaast kocht Regouin in deze jaren ook andere huiden in: van paarden, geiten, en schapen. In 1912 werd een hoge fabrieksschoorsteen gebouwd als onderdeel van een eigen krachtcentrale met cokes. In de jaren 1912 tot 1915 werden nog andere uitbreidingen gerealiseerd: een overdekte spoelplaats die tevens diende als bergplaats van lege vaten, een overdekte bergruimte tussen de stoomlooierij en een aangrenzend woonhuis, en een magazijn. In 1913 trouwde Lamberts zoon Jan met de uit Reuver afkomstige Theresia Maria Helena Josepha Vogels. Hun oudste zoon Lambertus Johannes Maria (Bert) werd geboren in 1915. In 1915 gaf Lambert de leiding uit handen aan zijn zonen Mathieu en Jan; een jaar later verhuisde hij naar Nijmegen. Niettemin vierde hij in 1930 met zijn vrouw Petronella hun gouden huwelijksfeest uitgebreid in Cuijk. Lambert overleed in 1933, Petronella in 1940.

## Eerste Wereldoorlog

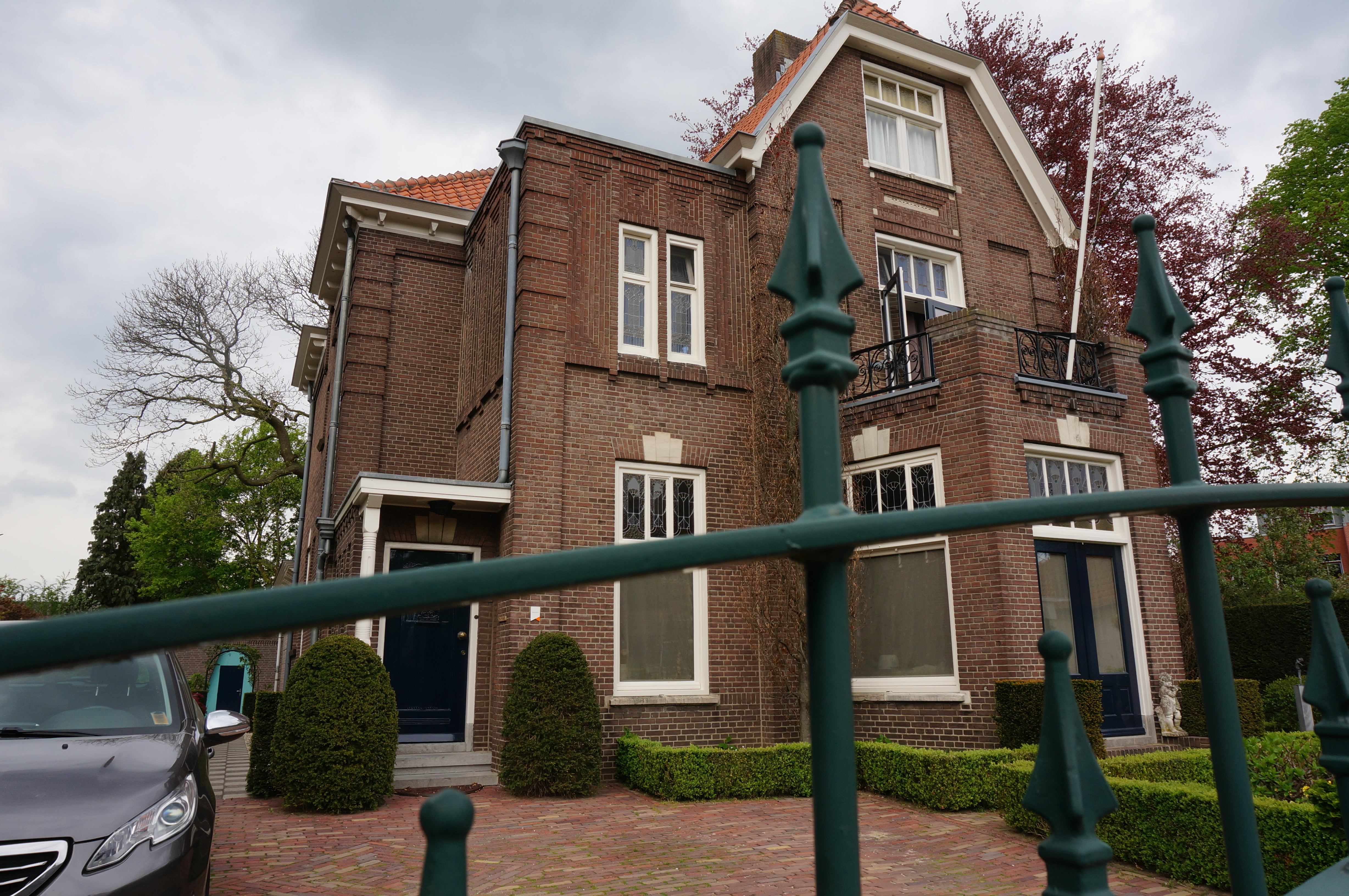
Villa Zonnestraal, directeurswoning uit 1916

In 1916 worden verdere uitbreidingen van de leerfabriek gerealiseerd: een ketelhuis, een machinekamer en werkplaats. Een en ander voor de productie van eigen elektriciteit, stoom en heet water. Jan Regouin kreeg nog twee zonen: Arthur en Hans. Arthur overleed in 1947 door een ongeval. Mathieu Regouin trouwde in 1916 met Yda Maria Hendrika Hoek. Hun zoon Mattie, geboren in 1918, ging rechten studeren en volgde een loopbaan bij de rechterlijke macht. Mathieu werd actief in de Cuijkse politiek. Hij was lid van de gemeenteraad van 1923 tot in 1926, toen hij om gezondheidsredenen stopte. Ook was hij vanaf 1922 lid van afdeling Grootbedrijf van de Kamer van Koophandel en Fabrieken voor 's-Hertogenbosch en Omstreken. Matthieu overleed in 1927 op de leeftijd van 45 jaar.
De oorlog leidde tot overproductie, vooral omdat de buitenlandse concurrentie was weggevallen en de buitenlandse vraag naar stevig schoeisel was toegenomen. Het einde van de oorlog bracht echter veel ontslagen met zich mee, hetgeen werd geduid als een leerlooiersstaking. Maar in 1919 berichtte Regouin, samen met vier andere looierijen in Cuijk, dat zij binnenkort met beperkt personeel het werk in hun bedrijven weer gingen hervatten. Voor nieuw personeel was geen vakkennis noodzakelijk; er zou een loon tussen de 35 en 45 cent per uur worden betaald. De situatie verbeterde verder in de volgende jaren: in 1932 worden zelfs nachtploegen ingeschakeld. In 1920 was er een grote dijkdoorbraak waardoor Cuijk onder water kwam te staan. Jan Regouin werd secretaris van het watersnoodcomité. De werkzaamheden van het comité kregen kritiek van enkele burgers, er kwam zelfs een protestcomité. In 1921 benoemde de ANWB Jan tot consul in Cuijk. Na het overlijden van Mathieu in 1927 gaf Jan als enige leiding aan de fabriek. Hij volgde zijn broer Mathieu ook op bij de afdeling Grootbedrijf van de Kamer van Koophandel, waarvan hij lid bleef tot na 1940. Mathieu's vrouw Yda overleed in 1980 op 93-jarige leeftijd in Aerdenhout.

## Honderdjarig bestaan
In 1929 werd een deel van het fabrieksterrein onteigend door de gemeente, die de Maasoever moest aanpakken vanwege overstromingen in 1920 en 1926 waarbij delen van Cuijk onder water kwamen te staan. In 1929 werd Jan Regouin ondervoorzitter van een feestcomité voor het 25-jarig ambtsjubileum van de burgemeester. In 1930 pleitte hij als lid van de Kamer van Koophandel in Den Bosch, afdeling Grootbedrijf, voor meer lokaaltreintjes tussen Nijmegen en Venlo voor betere bereikbaarheid van Cuijk. In de jaren 1933 – 1944 realiseerde Jan diverse uitbreidingen van de fabriek. Onder meer in 1938 een stoep voor het kantoor, in 1943 een kleed-, schaft- en waslokaal en in 1944 een verbouwing van het kantoor. In 1937 organiseerde het bedrijf voor het personeel een excursie naar Zuid-Limburg. Met ongeveer 60 mensen werd de Oranje Nassaumijn 1 in Heerlen bezocht, alsmede Valkenburg en de Romeinse catacomben. In januari 1938 maakte Jan voor de export een reis van vier maanden naar Nederlands-Indië. Na zijn terugkomst werd in mei het 100-jarig jubileum gevierd, waarbij het bedrijf het predicaat Koninklijke kreeg. Het bedrijf stelde de Sint Vincentiusvereeniging in staat een algemeene armenbedeeling te houden. In de media werd aandacht besteed aan de internationale bekendheid. Zo verzorgde het bedrijf 80% van de Nederlandse export in leer en drijfriemen. Er werkten toen circa 60 mensen. De lokale krant De Echo van het Land van Cuyk memoreerde de uitbreidingen van de fabriek in de loop der jaren, het prachtige gebouwencomplex, de voor Cuijk in economische zin belangrijke groep arbeiders, de wereldwijde bekendheid van het bedrijf en zijn producten, en het feit dat het bedrijf de crisisjaren bijna ongemerkt aan zich voorbij heeft laten gaan.
In 1938 wordt de vereniging Cuyk Vooruit opgericht, een soort V.V.V. om met evenementen publiek van buiten aan te trekken en de trek naar elders tegen te gaan. Ook het aantrekken van industrie is een doelstelling. Jans jeugdige zoon Arthur werd de voorzitter en 200 mensen sloten zich aan. In dezelfde periode werd Jans zoon Bert benoemd tot consul van de ANWB in Cuijk. In januari 1940 konden 'Alle arme huishoudens van Cuyk' bij de fabriek een bon afhalen voor een mud kolen. Tijdens de Tweede Wereldoorlog verscheen in 1941 een lijst van ingeschreven bedrijven bij het Rijksbureau voor huiden en leder. Het bedrijf M.B. Regouin werd daarin met Duitse pünktlichkeit gerubriceerd als lederfabrikant, handelaar in huiden en drijfriemenfabrikant. In 1943 werden Bert en Hans Regouin, oudste en jongste zoon van Jan, vennoten van M.B. Regouin. Opmerkelijk dat de middelste zoon, Arthur, geen vennoot is geworden. In 1947 werd Bert benoemd tot lid van de adviescommissie van de directeur van het bijkantoor van het Gewestelijk Arbeidsbureau 's-Hertogenbosch in Cuijk.

## Hoogtepunt en neergang

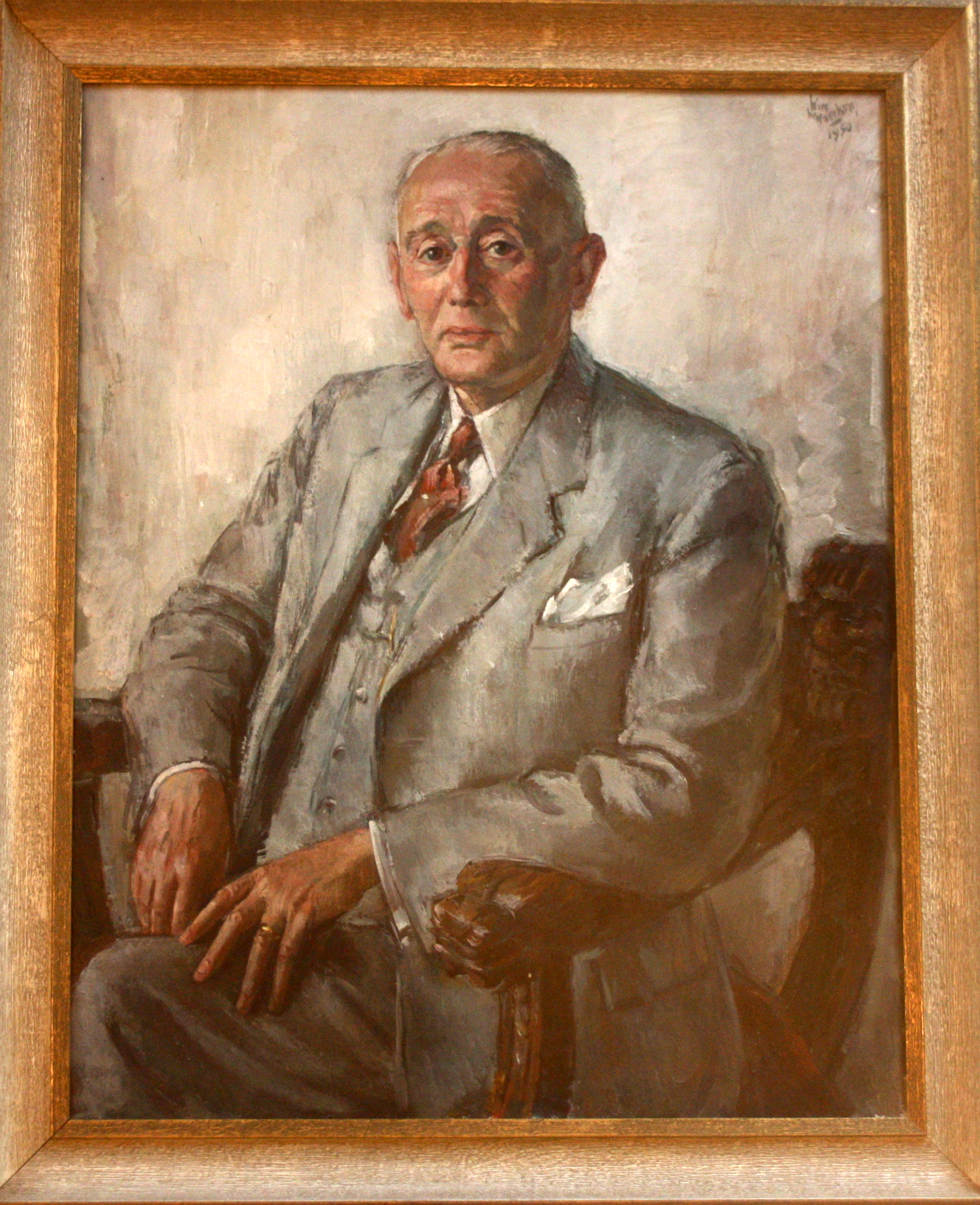
Jan Regouin, portret aangeboden in 1950

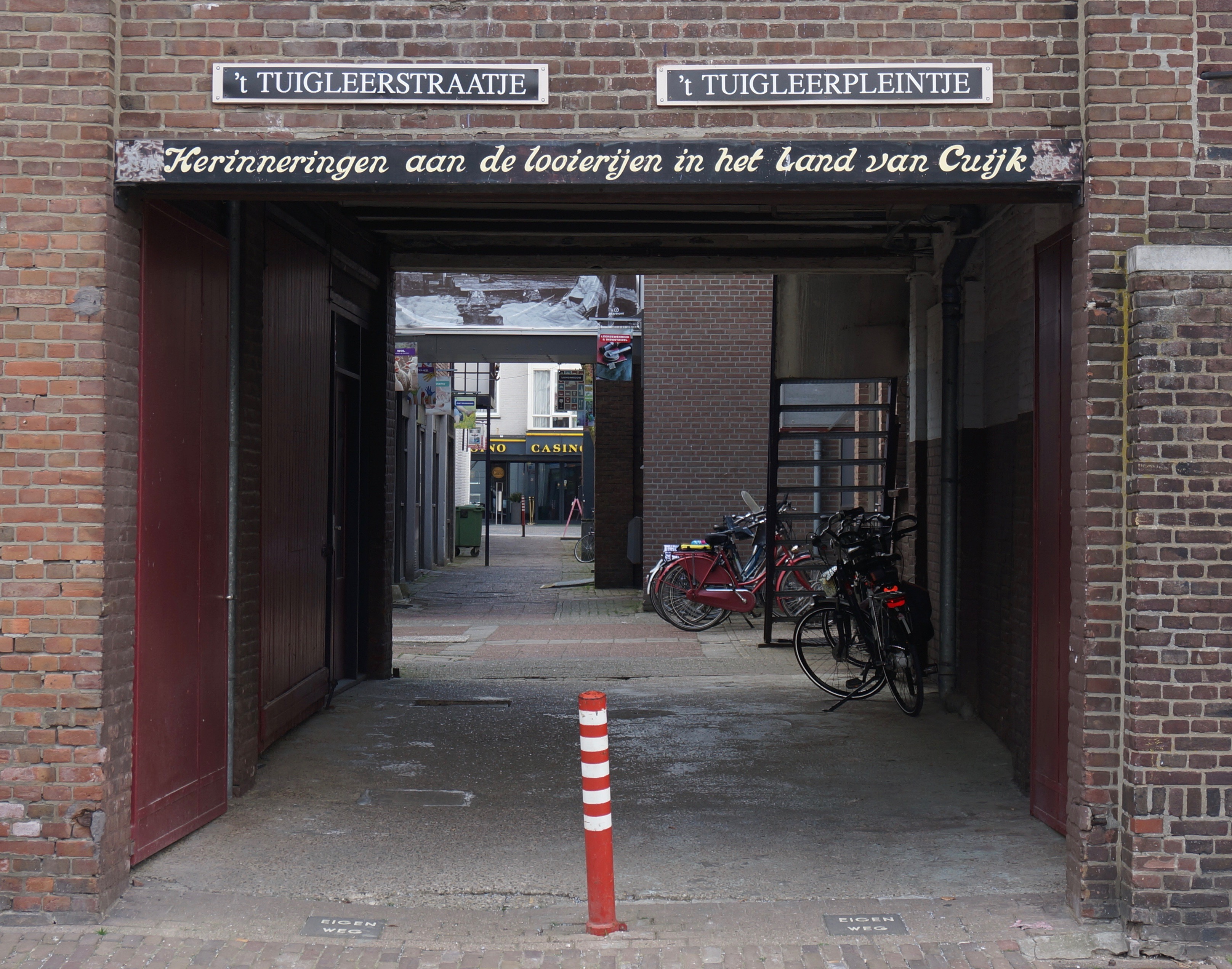
Leerlooierijmuseum

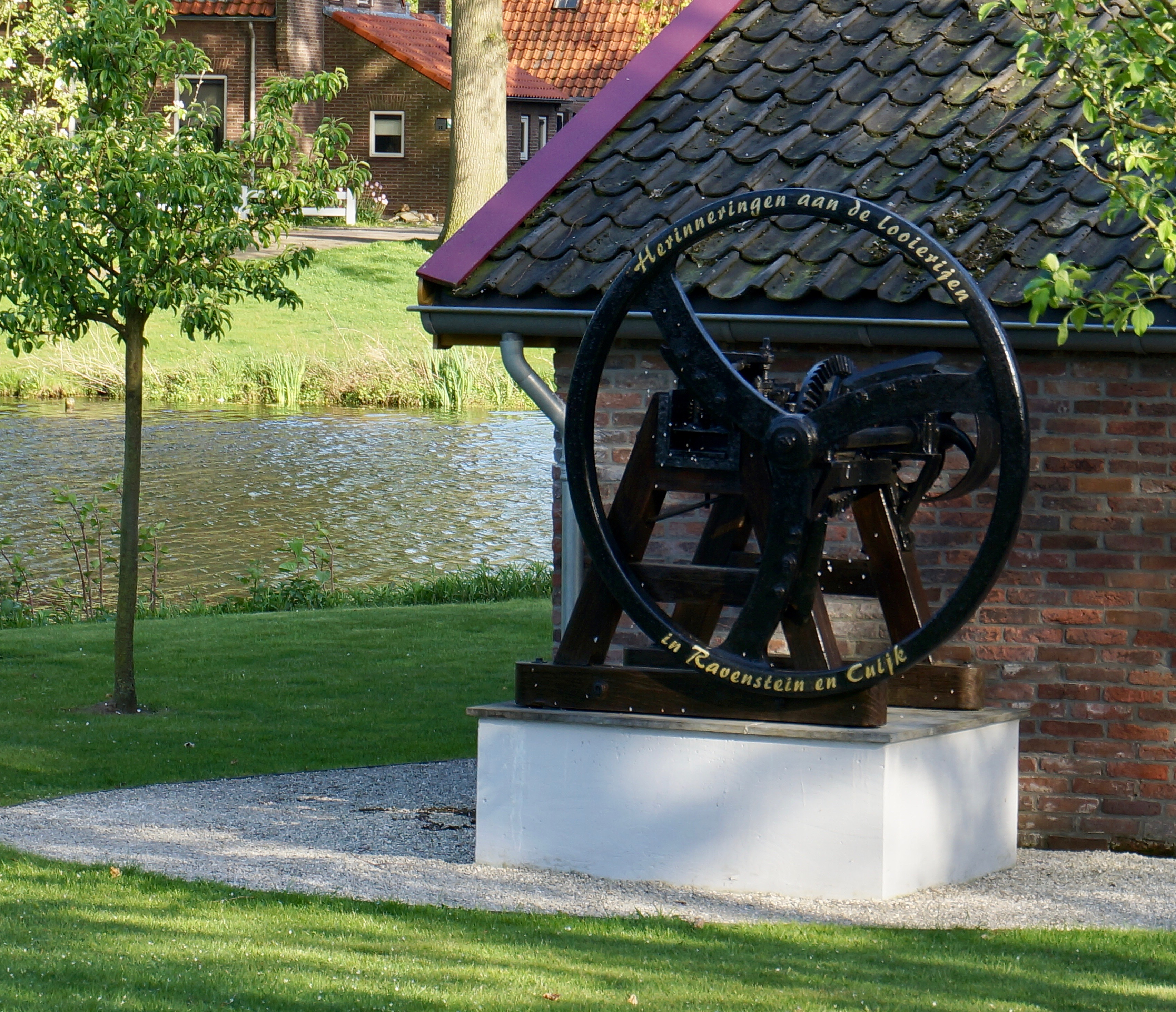
De inventaris van het museum is overgebracht naar Ravenstein

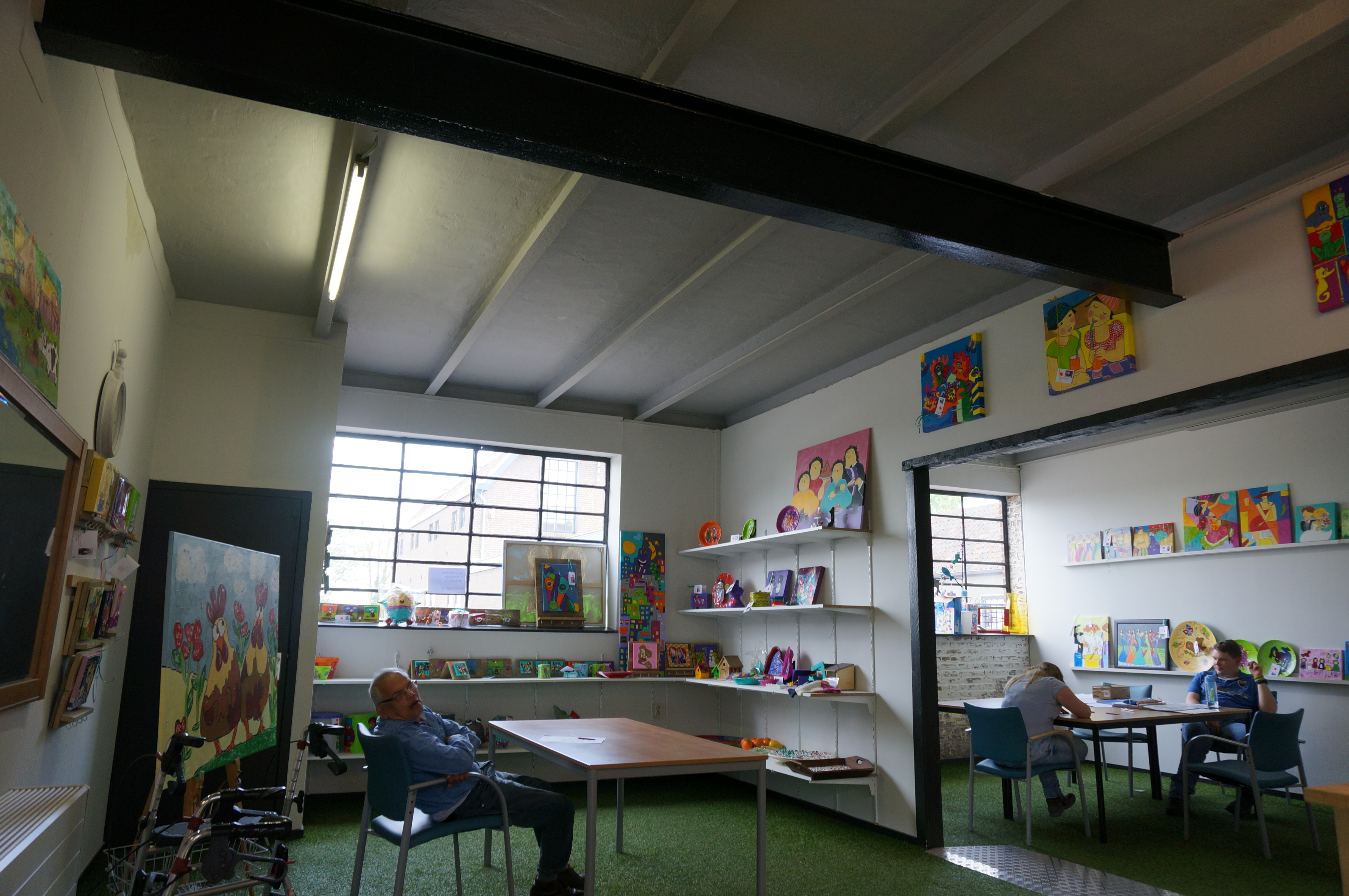
Het fabrieksgebouw in gebruik bij mensen met een verstandelijke beperking (2018)

Rond 1950 bereikte de Nederlandse leerindustrie in een naoorlogse opleving zijn grootste omvang. In Cuijk waren toen honderd mensen werkzaam in die bedrijfstak, in het bijzonder bij de fabrieken van Manders en Regouin. Het 112½ jarig bestaan in 1950 werd gevierd, op 27 september. Jan was toen vijftig jaar aan het bedrijf verbonden. Jans oudste kleinzoon bood namens het personeel een portret van Jan aan, geschilderd door Wim van Woerkom. In 1954 organiseerde het bedrijf een personeelsuitje naar een vliegveld. Op 29 april 1956 overleed Jan Regouin. Zijn zonen Bert en Hans zetten het bedrijf voort. In het begin van de jaren zestig plaatste het bedrijf advertenties voor een vertegenwoordiger voor zeemleer.
Al voor 1940 werd duidelijk dat de afzetmarkt voor drijfriemen ging krimpen. Zo startte Regouin tijdens de bezetting met de ontwikkeling van grootschalige productie van zeemleer. Verder breidde Regouin het productieassortiment uit; zo maakte de firma in 1950 nog ongeveer 300 andere artikelen, waaronder de technische lederwaren ten behoeve van de textielindustrie zoals pickers een zeer belangrijke plaats innamen. De grootschalige productie van zeemleer ging in 1952 van start. Een belangrijke voorwaarde daarvoor was een efficiënte splitsing van schapenhuiden in de vleeskant en de buitenkant. Zeemleer werd gemaakt van de vleeskant en voor het looien gebruikte Regouin uitsluitend walvistraan. Het geproduceerde leer werd echter te duur. De vraag naar zeemleer liep terug door de productie van synthetisch zeemleer en door het verdwijnen van de jaarlijkse grote schoonmaak in de huishoudens. In februari 1965 werden de deuren van de leerlooierij gesloten en werden de machines op een openbare veiling verkocht. Er werkten toen nog zestig mensen in het bedrijf. In 1968 werd de leerlooierij geliquideerd.

## Erfgoed

### Museum
Meer dan honderd jaar was de leerlooierij de belangrijkste bedrijfstak in de regio. Een deel van de inventaris is bewaard gebleven. Tot de attributen die in de jaren zeventig aanwezig waren, behoren messen, een stenen looiersboom, een wals voor zoolleer en ook een touwtafel. Op dergelijke stenen tafels werd in de voorindustriële tijd het leer afgewerkt.
In 1985 richtte Hans Regouin een deel van de fabriek aan 't Tuigleerstraatje in als leerlooierijmuseum onder de naam Herinneringen aan de leerlooierijen in het Land van Cuijk. De collectie omvatte handgereedschappen, platen en prenten over leerlooien, machines en natuurlijke looistoffen en leer, allemaal uit het verleden van de bedrijfstak. In 1985 werden ook foto's gemaakt en verzameld van de fabrieksgebouwen, binnen- en buitenkant, en van de werkprocessen.
Het jaar daarna overleed Regouin. Er ontstond onenigheid met de gemeente over de verkoop en bestemming van de fabrieksgebouwen en de plek voor het museum. Dit leidde in 2008 uiteindelijk tot de opheffing van dat museum. Later werd in die ruimte Fotoarchiefdienst Cuijk gevestigd, later Archief Cuijk geheten.
De oude machines en inventaris van het museum werden overgebracht naar het Leerlooijerij Museum in Ravenstein en zijn daar te bezichtigen. Het grootste deel verhuisde in 2008, maar de grote en zware machines, die moeilijk in te passen waren, zijn in maart 2009 op betonnen sokkels in de Stadstuin bij het museum geplaatst.

### Rijksmonumenten
Het woonhuis van Mathias Regouin aan de Grotestraat 1, de oorspronkelijke looierij aan de Grotestraat 3, en de fabrieksschoorsteen uit 1912 zijn aangewezen als rijksmonumenten. Ook het woonhuis dat Jan Regouin in 1915–1916 liet bouwen aan de Stationsstraat 8, Villa Zonnestraal, is opgenomen in het Cuijkse register van rijksmonumenten. Het zijn de enig overgebleven gebouwen van de leerindustrie in de regio. Van het interieur en de indeling is weinig bewaard gebleven doordat de ruimtes in de jaren zeventig zijn opgesplitst en verhuurd als bedrijfsruimtes.

## Dagbesteding en zorgwoningen
In 2009 zag de gemeente definitief af van koop van het fabrieksterrein. In 2015 kwamen ouders van kinderen met een beperking met het initiatief om de fabrieksgebouwen in gebruik te nemen voor dagbesteding. Dit is gerealiseerd door een investeringsmaatschappij. Op de eerste en tweede verdieping van het complex zijn zorgwoningen gebouwd.